# Моя боротьба III (Цілком таємно)
Моя боротьба III (англ. My Struggle III) — 1-й епізод одинадцятого сезону серіалу «Цілком таємно». Прем'єра в мережі «Фокс» відбулася 3 січня 2018 року. Під час початкового ефіру в США його переглянули 5.15 мільйона глядачів.

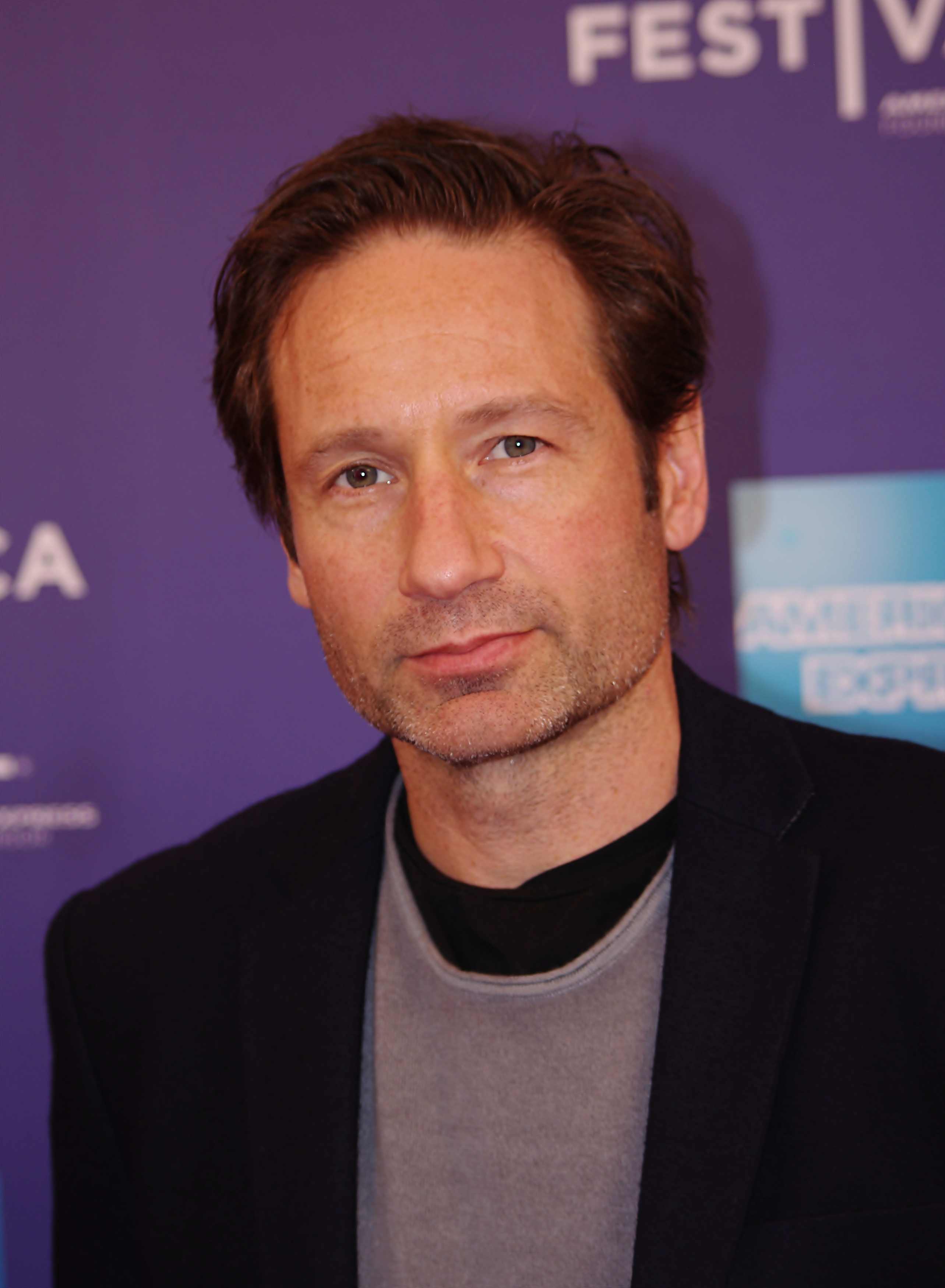

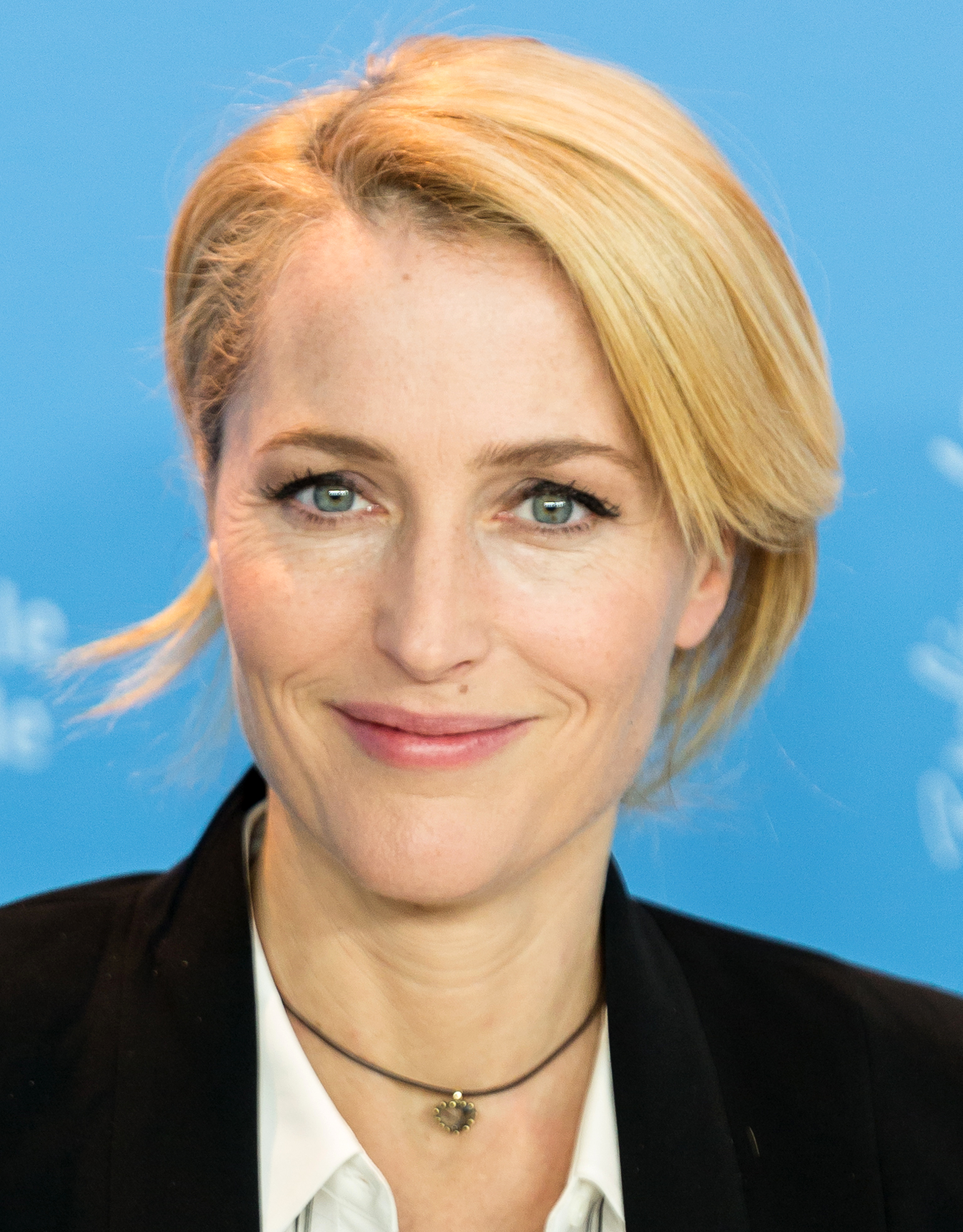

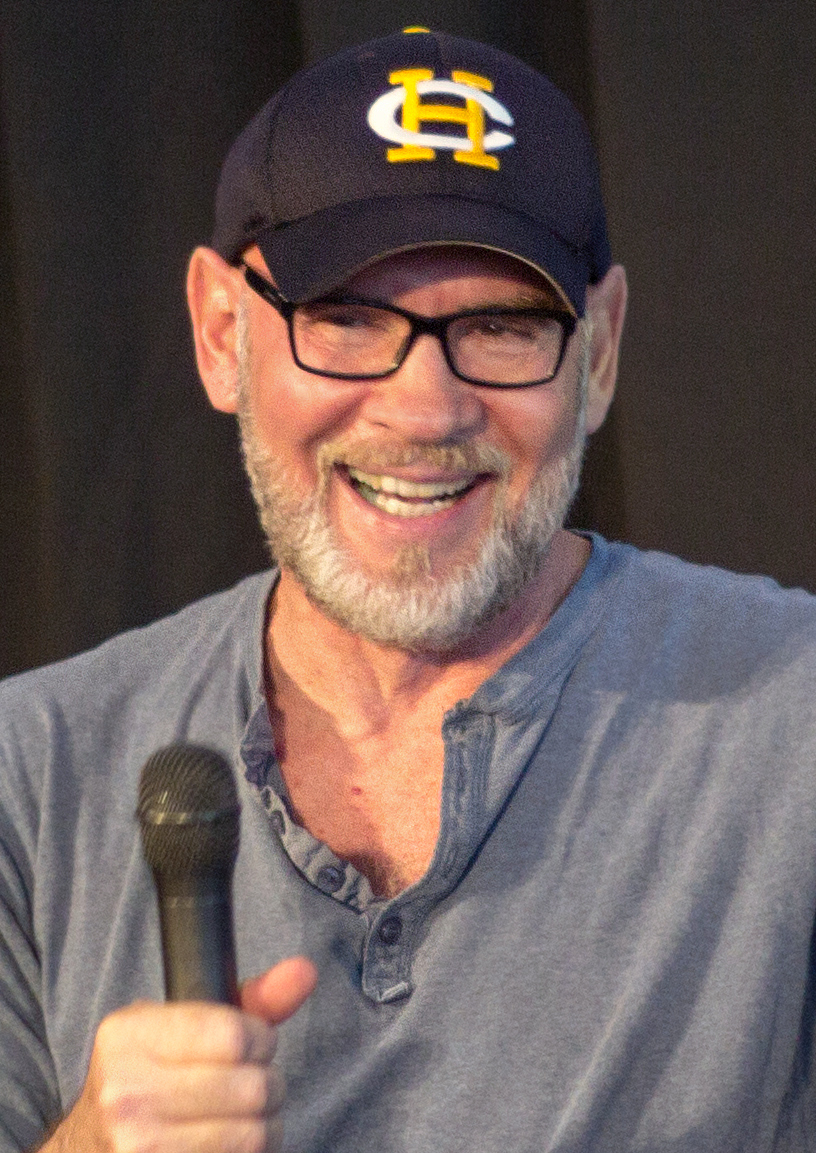

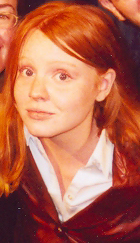

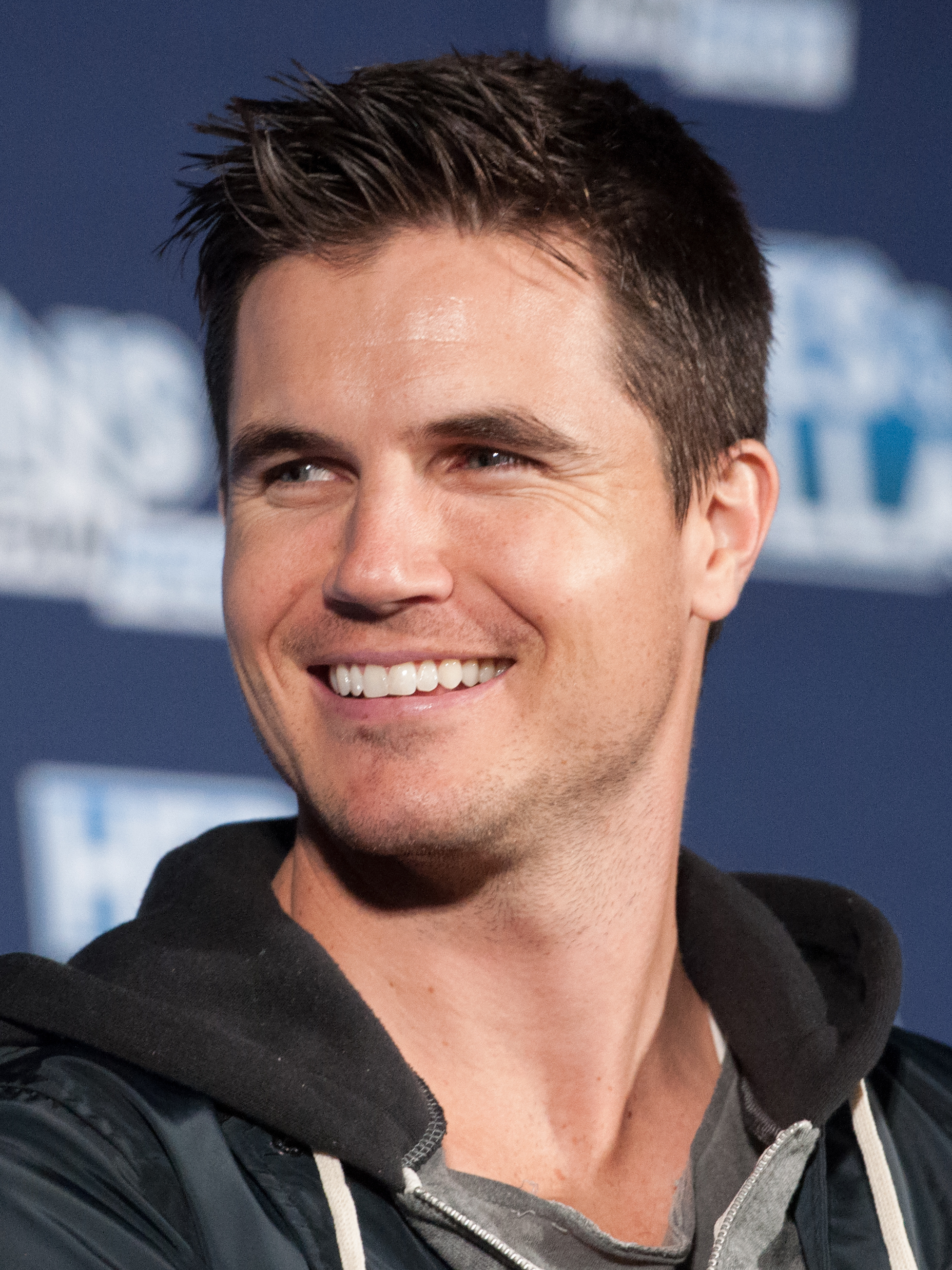

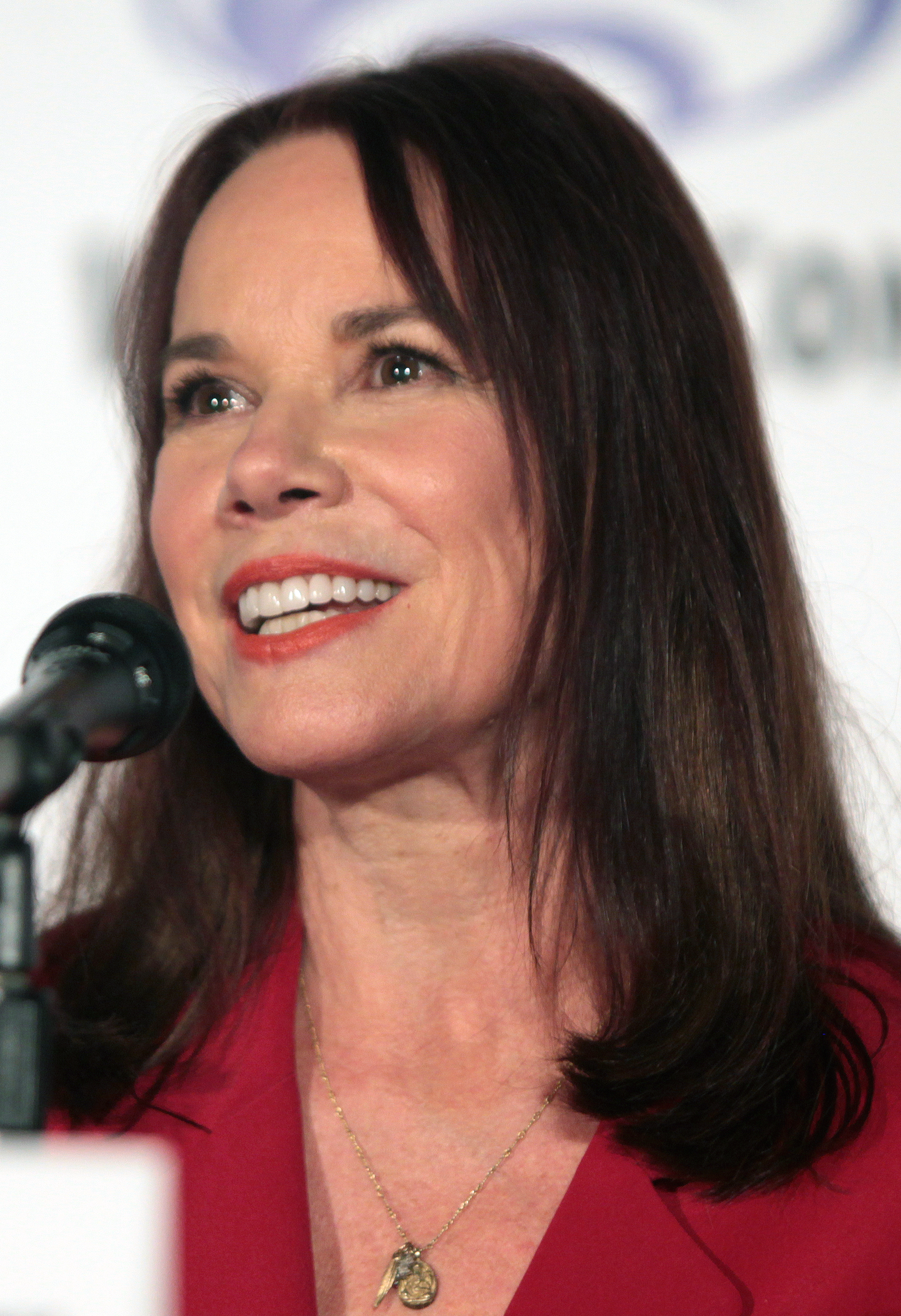

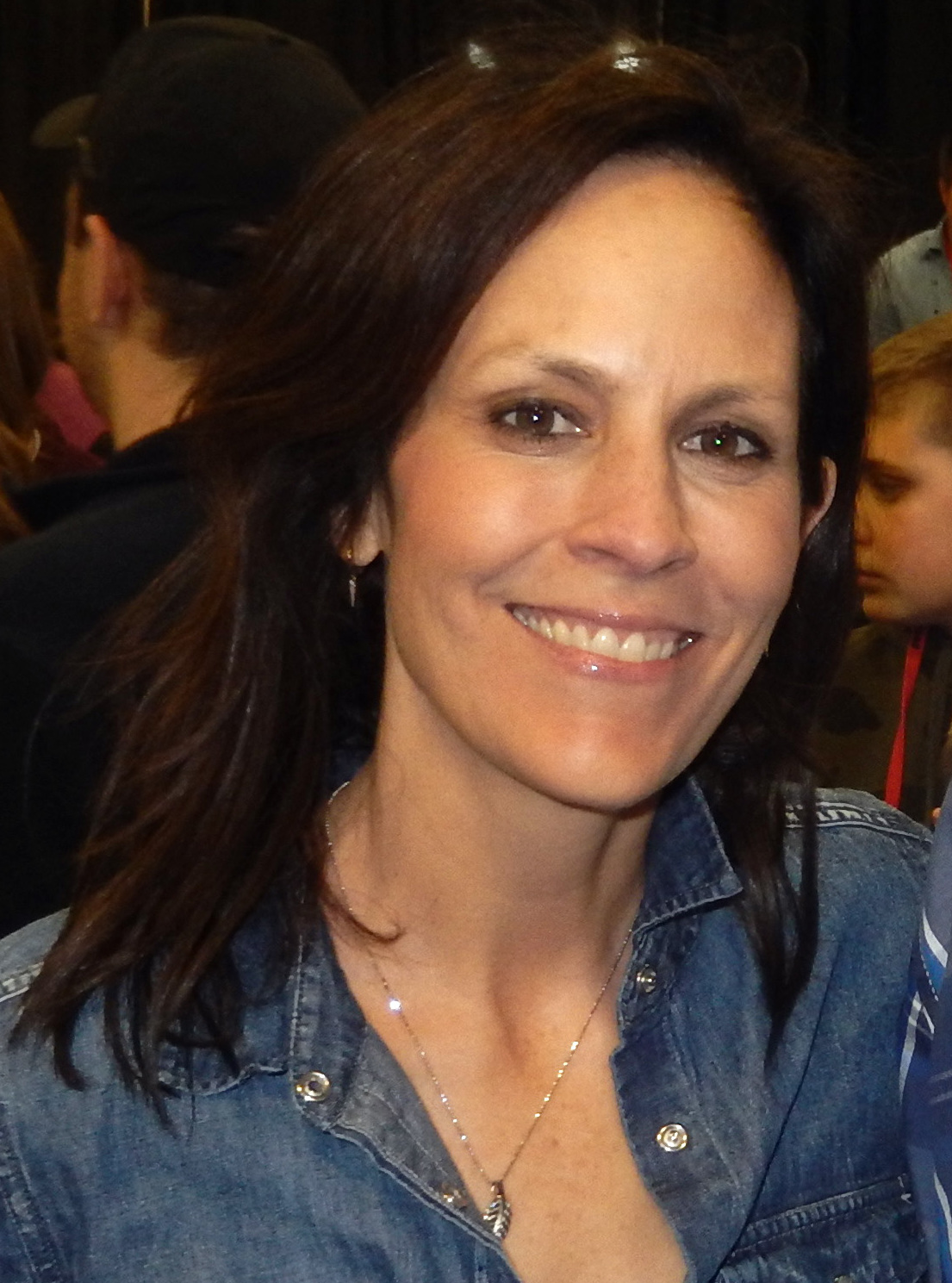

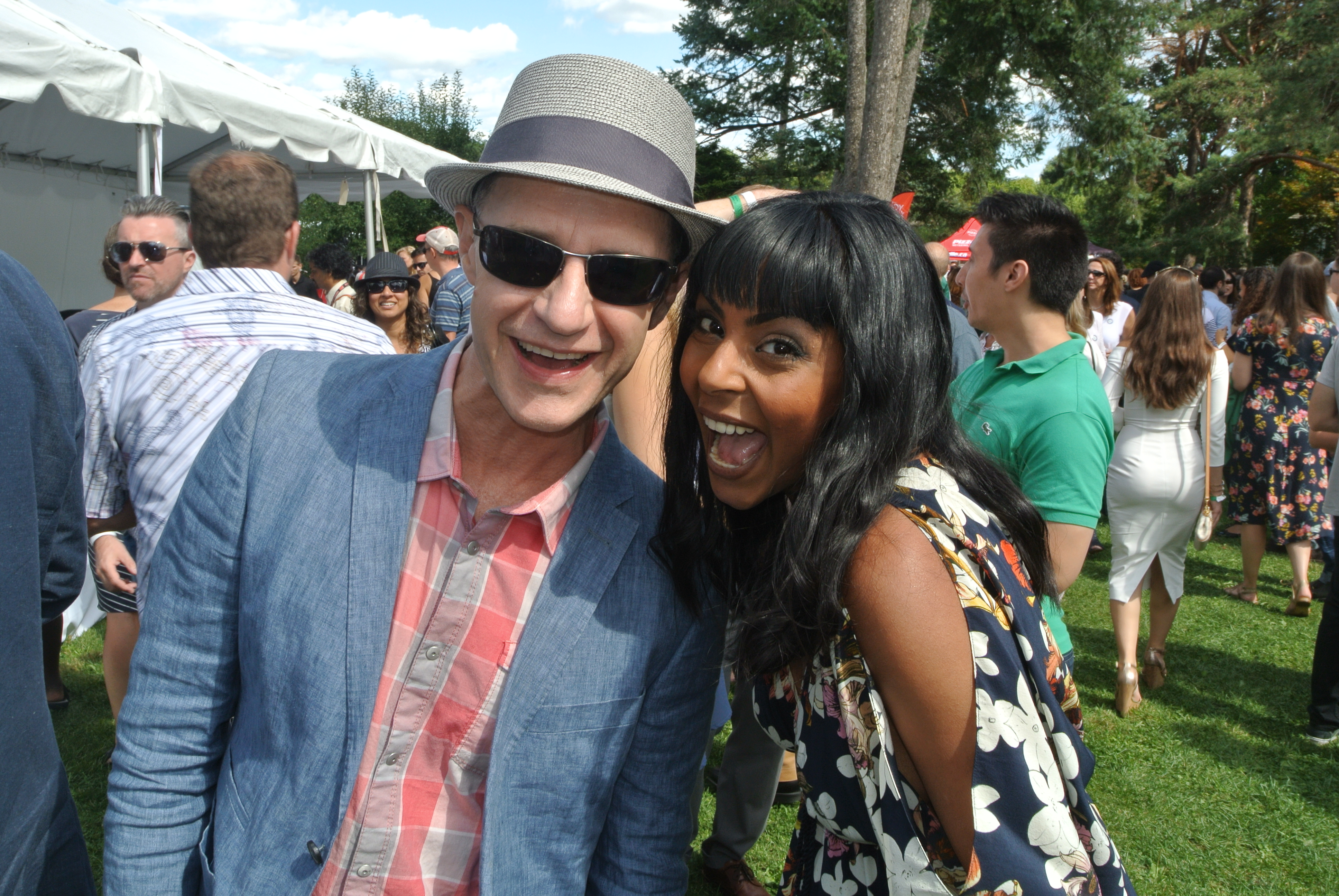

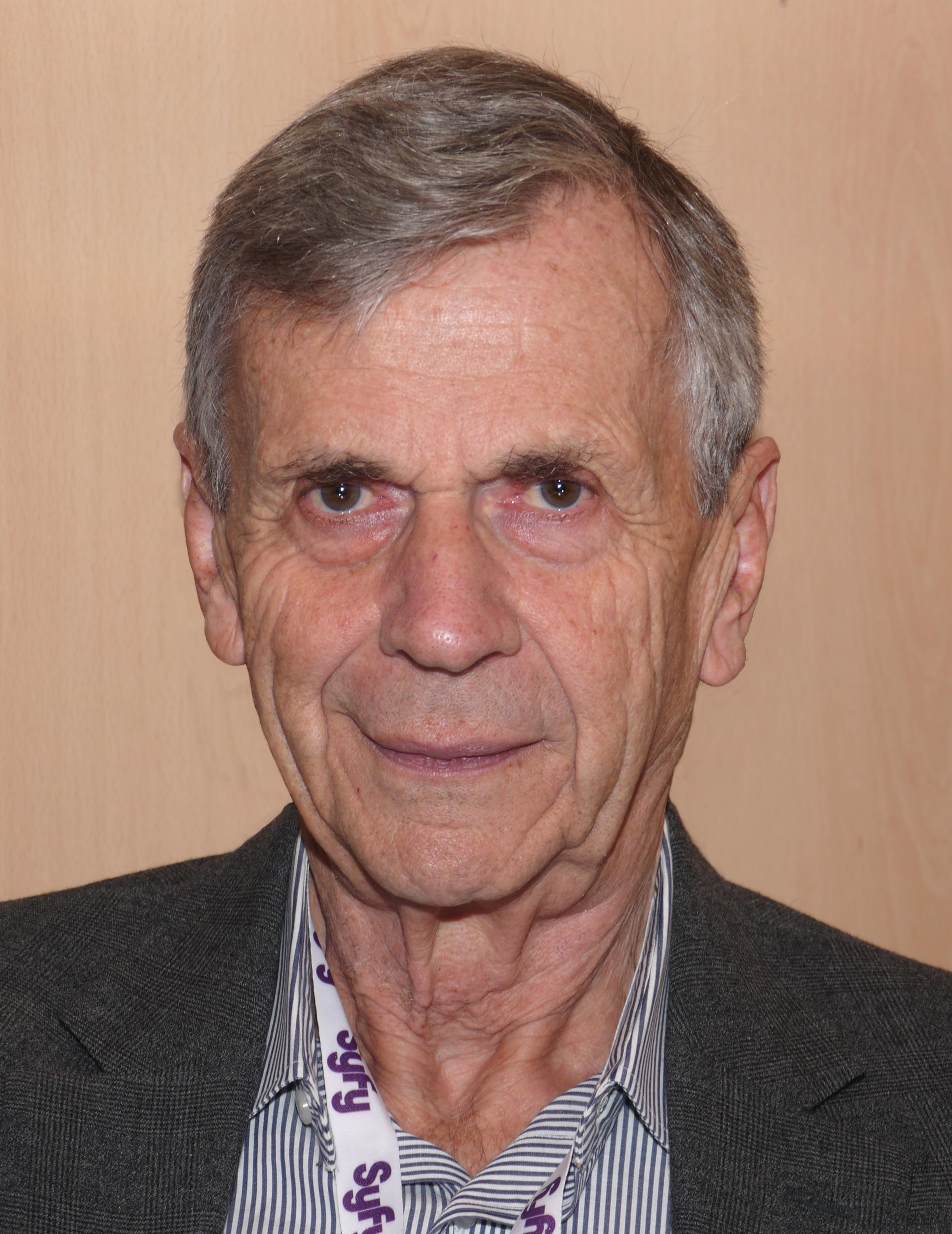

Скаллі госпіталізовують після того, як вона втрачає свідомість в кабінеті Фокса Малдера. Дізнавшись про її загадкові видіння Малдер починає розслідування і виходить на колишніх членів синдикату: пана Ігрека та Еріку Прайс, які переслідують мету колонізації Всесвіту. Курець та Моніка Рейес зустрічаються з Волтером Скіннером і просять приєднатися до них.

## Зміст
Я хочу вірити. Я хочу брехати.
Епізод починається з монологу Курця про його роль у сучасній історії. Він називає своє повне ім'я — Карл Герхард Буш.
Дейну відвозять до лікарні після нападу; її лікар-невролог каже Малдеру і Скіннеру — не впевнена чи Скаллі житиме. А її мозок проявляє аномальну активність; Скіннер на екрані гіпоталамуса Дейни прочитує морзянкою спалахи «Знайди його». Малдер сидить коло лікарняного ліжка, коли Дейна Скаллі приходить до тями в лікарні після нападу. Цей напад розкриває події попереднього епізоду як бачення апокаліптичного майбутнього. Вона розповідає Фоксу Малдеру про майбутню епідемію вірусу «Спартанський», яку побачила у своїх видіннях. Але Фокс розцінює цю історію як наслідок хвороби Скаллі. Невідомий переслідує агента Джеффрі Спендера у підземному гаражі та збиває його машиною. Спендер ховається за дверима багатоквартирного будинку, де вказано число «209». Нападник вимагає видати місцезнаходження хлопчика.
Медсестра оповідає Малдеру і Скаллі про деякі дивні картки пацієнтів у її відомстві. Спендер дзвонить Малдеру з повідомленням про подію. Дзвінок прослуховує Курець, який знаходиться у кімнаті з Монікою Рейєс. Скаллі у маренні знову ввижається Курець. Малдер зауважує, що за його автомобілем ведеться стеження. Починається погоня, Малдеру вдається уникнути переслідування і самому почати переслідувати.
Спендер з'являється біля ліжка Скаллі та розповідає, що хтось розшукує її з Малдером сина. Він відмовляється повідомити розташування Вільяма, але називає прізвище сім'ї, яка взяла хлопчика на виховання — ван де Камп. Дейна повідомляє Спендеру — Курець живий. Дейна повідомляє Фоксу — вона у видіннях бачить переслідування Малдера невідомим чоловіком. Малдер вистежує свого переслідувача, який, як він сподівається, приведе його до Курця. Однак він знаходить у його будинку чоловіка та жінку, які колись були членами Синдикату, який приховував інформацію про вторгнення прибульців. Змовники повідомляють про інопланетний патогенний вірус, який знаходиться в розпорядженні Курця і може знищити людство. Вони пропонують Малдеру вбити Курця, щоб урятувати свого сина.
Волтер Скіннер хоче зустрітися зі Скаллі, але не може до неї додзвонитися. В тому часі до відсутнього Фокса дзвонить Скіннер. У машині на підземному паркуванні Моніка приставляє до голови Скіннера пістолет. З'являється Курець, який пропонує Волтеру угоду: імунітет до вірусу в обмін на сина Малдера, Скаллі залишає лікарню, але через новий напад потрапляє в автомобільну аварію. Під час розмови із Курцем до Скіннера дзвонить Малдер — Волтер не піднімає слухавку.
На допомогу Скаллі приходять агенти Ейнштейн та Міллер, які повертають Скаллі до шпиталю. Вбивця, підісланий містером Y та Ерікою, намагається задушити Скаллі. Малдер, що підбігає, перерізає йому горло скальпелем. Скаллі здогадується, що вбивцю надіслав не Курець, він і раніше мав можливість убити її. Вона також розповідає, що її бачення йдуть від Вільяма, і саме він спрямовує Скаллі та Малдера. До лікарні приїжджає Скіннер; Малдер відчуває від нього запах цигарок і починає бійку.
З флешбеків стає відомо, що 17 років тому Курець за допомогою інопланетної науки штучно запліднив Скаллі, щоб створити суперлюдину. Справжнім батьком Вільяма є не Малдер, а Курець.
У підлітка (ймовірно, Вільяма) відбувається напад.

## Зйомки
Зйомки сезону розпочалися в серпні 2017 року у Ванкувері, де знімався попередній сезон разом із оригінальними п'ятьма сезонами серіалу.
Міфологія з попередньої серії подій «Секретних матеріалів» мала негативні відгуки, що змусило Кріса Картера менше зосереджуватися на міфології та створювати більше окремих історій. У різних інтерв'ю Картер уже планував розв'язку «Моєї боротьби II», поки вона була у виробництві. Цей епізод сумновідомий тим, що повністю змінює відповідну частину міфології серіалу: розкриває, що Малдер не є батьком Вільяма, а Курець, багато років тому вжив наркотики та «штучно запліднив» Скаллі. Це також відповідає відповідній сцені з епізоду 7 сезону «Як друг», в якому Скаллі прокинулася в кімнаті в піжамі під час подорожі з Курцем, звинувачуючи його в тому, що він піддав їй наркотики. Діалог у сцені був дещо змінений. За словами Кріса Картера, він планував цю стратегію з моменту зйомок цього епізоду. Він пояснює, що це «цікаво емоційно доповнює персонажів. І оскільки глядачі тепер знають цю правду, а Малдер і Скаллі — ні, ці одкровення є величезними для серіалу, тому що вони важливі для персонажів. Малдер і історія життя Скаллі, як професійна, так і особиста, є серцевиною шоу».
Крім головних акторів Девіда Духовни, Джилліан Андерсон і Мітча Піледжі, в епізоді буде кілька запрошених зірок, у тому числі зірки оригінального серіалу Вільям Б. Девіс і Аннабет Гіш, а також повернення Лорен Амброуз і Роббі Амелла, чиї герої дебютували в десятому сезоні. У цьому епізоді повертається персонаж Джеффрі Спендер, якого грає Кріс Оуенс, який востаннє з'являвся в оригінальному фінальному епізоді серіалу, який вийшов у 2002 році. Барбара Херш також вперше з'являється в ролі нового повторюваного персонажа, Еріки Прайс.

## Показ і відгуки
Під час початкової трансляції в США 3 січня 2018 року його подивилися 5,2 мільйона глядачів, що на 62 % менше, ніж прем'єра попереднього сезону в 2016 році, яка мала 16,2 мільйона глядачів. У Великій Британії, де епізод транслювався 5 лютого 2018 року на 5-му каналі, його переглянули загалом 1,87 мільйона глядачів протягом 28-денного періоду, зокрема на каналі Timeshift, Channel 5+1, і My5.
«Моя боротьба III» отримала загалом змішані чи негативні відгуки критиків. На сайті «Rotten Tomatoes» рейтинг схвалення становить 33 % із середньою оцінкою 5,96 із 10 на основі 9 відгуків.
Станом на серпень 2022 року на сайті «IMDb» серія отримала 6.4 бала підтримки з можливих 10 при 3801 голосі користувачів. Оглядач Мет Фаулер для «IGN» писав так: «Прем'єра 11 сезону „Секретних матеріалів“ мала всі ознаки жорстокої історії „Цілком таємно“ — величезні змови, тіньові фігури, що курять, мовчазні вбивці, великі розкриття. Але все це виглядало як 10 фунтів „правди“ в п'ятифунтовому мішку. Незграбно, вимучено і по-хакерськи».
В огляді для «Den of Geek» Кріс Лонго відзначив: «„Моя боротьба I“ та „Моя боротьба III“ загалом не були чудовими епізодами, але вони принаймні ще раз підтверджують, чому нам потрібно взяти на себе зобов'язання знайти правду. Пам'ятаєте останню заяву Малдера в залі суду в оригінальному фіналі серіалу? — „Брехуни не бояться правди, якщо брехунів достатньо“» Оглядач Зак Гендлен для «The A.V. Club» зазначив так: «Після катастрофічного фіналу минулого сезону я був здивований тим, що все ще схвильований перспективою нових „Секретних матеріалів“. З огляду на те, наскільки проблеми серіалу були вплетені в саму суть самої міфології, можна подумати, що я був би готовий здатися. І „Моя боротьба III“ не зовсім розвіює ці страхи. Знову Малдер і Скаллі роблять… щось, тоді як тіньові сили (переважно Курець, хоча деякі нові гравці з'являються в середині епізоду) працюють проти них. Знову на карту поставлена доля цивілізації. Знову є інопланетяни. І знову надто багато емоційної інформації передається через незграбний голос поверх монологів, які намагаються надати абсурду певної ваги». В огляді для «IndieWire» Ліз Шеннон Міллер зазначила: «На певному рівні „Моя боротьба III“ є сильнішою прем'єрою сезону, ніж „Моя боротьба I“ 10-го сезону. Епізод принаймні має певний імпульс вперед. Однак це все ще досить багатослівно, і деякі з цих рішень майже болючі».

## Знімалися
| Актор             | Роль             |
| ----------------- | ---------------- |
| Девід Духовни     | Фокс Малдер      |
| Джилліан Андерсон | Дейна Скаллі     |
| Мітч Піледжі      | Волтер Скіннер   |
| Барбара Герші     | Еріка Прайс      |
| Аннабет Гіш       | Моніка Рейєс     |
| Лорен Емброуз     | агентка Ейнштейн |
| Роббі Амелл       | агент Міллер     |
| Кріс Овенс        | Джефрі Спендер   |
| Анджалі Джей      | Джоєт            |
| Вільям Брюс Девіс | Курець           |